# 9 octobre 1991
Le mercredi 9 octobre 1991 est le 282e jour de l'année 1991.

## Naissances
- Andy Delort, footballeur français
- Chris Duvall, joueur américain de soccer
- Clovis Kamzong, cycliste camerounais
- Cristóbal Olavarría, coureur cycliste chilien
- Eliezer Sherbatov, joueur de hockey sur glace israélien
- Heiner Parra, coureur cycliste colombien
- Holly Carpenter, Miss Irlande 2011
- Ludvig Öhman, joueur de football suédois
- Oleksandr Lypovyy, joueur de basket-ball ukrainien
- Rayan Frikeche, footballeur marocain
- Rossana Zauri, joueuse italienne de volley-ball
- Ryan Brett, joueur de baseball américain
- Thomas Fraser-Holmes, nageur australien
- Tyson Frizell, joueur de rugby à XIII australien d'origine galloise
- Yusuke Minagawa, joueur de football japonais

## Décès
- Georges Soria (né en 1914), historien, journaliste et auteur dramatique français
- Karl Helbig (né le 18 mars 1903), explorateur, géographe et ethnologue allemand
- Luc Barney (né le 25 juillet 1916), acteur français
- Maria Lang (née le 31 mars 1914), écrivaine suédoise
- Reine Edighoffer (née à une date inconnue), historienne française
- Roy Black (né le 25 janvier 1943), chanteur de schlager et acteur allemand
- Thalmus Rasulala (né le 15 novembre 1939), acteur américain

## Événements
- Sortie de la chanson Can't Stop This Thing We Started
- Création des forces armées azerbaïdjanaises
- Création de la réserve écologique J.-Clovis-Laflamme